# Luray (Kansas)
Luray – miasto w Stanach Zjednoczonych, w stanie Kansas, w hrabstwie Russell.